# Blah! (x5)
Blah! (x5) è un singolo del gruppo musicale italiano Articolo 31, pubblicato il 5 agosto 2024, incluso nell'edizione digitale dell'ottavo album in studio Protomaranza e diventando così il quinto singolo estratto dal disco.

## Descrizione
Il brano vede la partecipazione del rapper Massimo Pericolo ed è una critica nei confronti degli influencer e del loro stile di vita.

## Tracce
Testi di Alessandro Aleotti e Alessandro Vanetti, musiche di Vito Perrini e Wladimiro Perrini.
1. Blah! (x5) (feat. Massimo Pericolo) – 2:55